# 207
| [ Edytuj tabelę ] |                            |
| Cesarz Chin       | - 189 Han Xiandi 220       |
| Władca Korei      | - 197 Sansang 227          |
| Papież            | - 199 Zefiryn 217          |
| Król Partów       | - 191 Wologazes V 208      |
| Cesarz Rzymu      | - 193 Septymiusz Sewer 211 |

Rok 207 / CCVII
stulecia: II wiek ~
III wiek ~
IV wiek

lata: 197 «
202 «
203 «
204 «
205 «
206 «
207
» 208
» 209
» 210
» 211
» 212
» 217

## Wydarzenia
- Europa
  - stłumienie zamieszek w Italii